# Volvo C70
Volvo C70 var en coupé og cabriolet fra Volvo Cars.
Den første generation var bygget på platformen fra Volvo 850 og startede Volvos nye navngivningspolitik. Coupéen kom ud til forhandlerne i april 1997. Cabrioleten fulgte et år senere, men kom først til Europa mod slutningen af 1999.
I maj 2006 introduceredes den anden modelgeneration af bilen. Modellen var udstyret med en ny sikkerhedscelle med gardinairbags i sidedørene og stålforstærkninger. Strukturen i bilens bageste del forhindrede, at det åbne tag ved en bagendekollision kunne trænge ind i kabinen.
Forespørgsler efter fodgængerbeskyttelse bestemte ud over designgrunde frontrudens form. Den i forhold til forgængeren fladere hældning nedsætter for en trafikant, som lander på motorhjelmen, risikoen for denne for at ramme frontruden, som kan forårsage alvorlige kvæstelser som f.eks. hjernerystelse el.lign.

## C70 (type N, 1997−2005)
C70 var siden introduktionen af P1900 Sport i 1956 den første åbne Volvo. Volvo udvidede dermed i april 1997 deres modelprogram med først en coupé, og senere også en cabriolet.
C70 Cabriolet blev introduceret i Europa i november 1999, men havde solgtes i USA siden marts 1998. Bilen var udstyret med en elektrisk stofkaleche, som kunne åbne eller lukke sig fuldautomatisk på mindre end et halvt minut.
Ved introduktionen fandtes C70 med to motorvarianter, 2,4 Turbo med 142 kW (193 hk) og 2,3 T5 ligeledes med turbo med 176 kW (239 hk).
- Bagfra
- Volvo C70 Cabriolet (1998–2002)

### Facelift
I oktober 2002 blev cabrioletmodellen optisk modificeret med forlygter i klart glas, modificeret kølergrill samt nye alufælge og karrosserifarver. Den lukkede kaleche passede til det sportslige design, men hvis den blev åbnet forsvandt den sammen med den elopvarmede bagrude ned under en fast klap bag på bilen. Produktionen af C70 Coupé blev derimod indstillet.
Også den femcylindrede motor blev modificeret, så den kom til at yde 180 kW (245 hk). C70 T5 Cabriolet accelererede nu fra 0 til 100 km/t på 7,5 sekunder og havde en tophastighed på 240 km/t.
I slutningen af oktober 2005 udgik også C70 Cabriolet af produktion.
- Volvo C70 Cabriolet (2002–2005)

### Tekniske specifikationer
| Version   | Cylindre | Slagvolume | Effekt kW (hk) / omdr. | Drejningsmoment Nm / omdr.                                  | Byggeperiode      |
| --------- | -------- | ---------- | ---------------------- | ----------------------------------------------------------- | ----------------- |
| Coupé     |          |            |                        |                                                             |                   |
| 2.0 T     | 5        | 1984       | 132 (180) / 5700       | 220 / 2100 − 5500                                           | 3/1997 − 3/1998   |
| 2.0 T     | 5        | 1984       | 120 (163) / 5100       | 230 / 1800 − 5000                                           | 11/1999 − 9/2002  |
| 2.0 T     | 5        | 1984       | 166 (226) / 5500       | 310 / 2700 − 5000                                           | 4/1998 − 9/2002   |
| 2.4       | 5        | 2435       | 125 (170) / 6100       | 230 / 4800                                                  | 5/1999 − 12/1999  |
| 2.4 T     | 5        | 2435       | 142 (193) / 5100       | 270 / 1600 − 5000                                           | 3/1997 − 9/2002   |
| 2.5       | 5        | 2435       | 121 (165) / 6000       | 211 / 4600                                                  | 1/1999 − 4/1999   |
| T5        | 5        | 2319       | 176 (239) / 5400       | 330 / 2700 − 5100 (1997−1999) 330 / 2400 − 5100 (1999−2002) | 3/1997 − 9/2002   |
| Cabriolet |          |            |                        |                                                             |                   |
| 2.0 T     | 5        | 1984       | 120 (163) / 5100       | 230 / 1800 − 5000                                           | 3/1998 − 10/2005  |
| 2.0 T     | 5        | 1984       | 166 (226) / 5500       | 310 / 2700 − 5000                                           | 3/1998 − 9/2002   |
| 2.4       | 5        | 2435       | 125 (170) / 6100       | 230 / 4800                                                  | 5/1999 − 3/2000   |
| 2.4 T     | 5        | 2435       | 142 (193) / 5100       | 270 / 1600 − 5100                                           | 3/1999 − 9/2002   |
| 2.4 T     | 5        | 2435       | 147 (200) / 5700       | 285 / 1800 − 5000                                           | 10/2002 − 10/2005 |
| T5        | 5        | 2319       | 176 (239) / 5400       | 330 / 2700 − 5100 (1997−1999) 330 / 2400 − 5100 (1999−2002) | 3/1999 − 9/2002   |
| T5        | 5        | 2319       | 180 (245) / 5400       | 330 / 2400 − 5100                                           | 10/2002 − 10/2005 |

## C70 (type M, 2005−2013)
På Frankfurt Motor Show 2005 introducerede Volvo den anden modelgeneration af C70, som kun fandtes som coupé-cabriolet med klaptag. Bilen var baseret på den i slutningen af 2003 introducerede S40/V50.
Det var dermed første gang, at Volvo sendte en cabriolet med stålklaptag på markedet. Det officielle salg startede i slutningen af maj 2006.
C70 II fandtes med tre benzin- og to dieselmotorer. Benzinmotorprogrammet omfattede en femcylindret 2,4-litersmotor, som fandtes i to forskellige effekttrin med 103 kW (140 hk) og 125 kW (170 hk) og en femcylindret 2,5-litersmotor med turbolader og 162 kW (220 hk).
Bilen var i udviklet i et joint venture mellem Volvo og det italienske designfirma Pininfarina. Der blev lagt speciel vægt på bagendens form, som kunne laves fladere gennem brugen af et tre- i stedet for todelt klaptag.
Til produktionen af C70 II overdragedes Volvo-fabrikken i Uddevalla til Pininfarina; bilen blev dermed bygget for Volvo af Pininfarina.
I efteråret 2007 udvidedes motorprogrammet med en 2,0-liters turbodiesel 2.0D, som allerede blev benyttet i C30 og S40/V50. Dermed kunne C70 for første gang fås med en firecylindret motor, alle øvrige motorer havde fem cylindre.
- Bagfra
- Volvo C70 med åbent tag

### Tagkinematik
I kategorien for firepersoners coupé-cabriolet'er hørte C70 II's klaptagskinematik til de mekanisk avancerede: Da C70 II var udstyret med en lang kabine til fire voksne, var det lange ståltag opdelt i tre segmenter. Samtidig har det kunnet undgås at skyde A-søjlen og frontruden langt bagud.
I åben tilstand lå det mindste, midterste segment nederst i bagagerummet under det lidt længere forreste segment, og helt øverst det bredeste og længste bageste segment med bagrude og C-søjle. Under tagets opbevaringsrum var der et opbevaringsrum på 200 liter. Også skitransportmuligheden forblev tilgængelig. En interessant designdetalje var, at der i lukket tilstand såvel udefra som indefra ikke var nogen hængsler synlige.
Ståltaget lagdes ned i bagagerummet ved hjælp af en hængselmekanisme, som bevægede alle tre segmenter koordineret. Den blev drevet af en hydraulikcylinder og en elektrisk hydraulikpumpe, som også sørgede for videre forgange: Oplåsningen og hævningen af det forreste segment, den baglæns åbning af bagagerumsklappen, udskydningen af "hattehylden", ankersikringen af det åbnede tag i bagagerummet samt låsningen af bagagerumsklappen.
- Fordel: Den centrale drift gav en høj sikkerhed og tilforladelighed.
- Ulempe: Der kunne ikke finde flere hydrauliske forgange sted samtidig, hvorved lukningen med 30 sekunder tog relativt lang tid.

Med taget åbent kunne der under beskyttelsesafdækningen opbevares f.eks. to rejsetasker samt to mindre rygsække, mens der med taget lukket kunne opbevares en mountainbike og demonterede hjul i bagagerummet.

### Facelift
På Frankfurt Motor Show 2009 introduceredes den faceliftede udgave af C70, som kom ud til forhandlerne i november samme år.
Den faceliftede C70 kunne kendes på den modificerede kofanger samt Volvo-logoet i kølergrillen, som blev væsentligt større. Baglygterne fik LED-teknik. Bortset fra for- og bagendeoptikken kom der kun diskrete forandringer, mens der ingen funktionelle modifikationer kom i kabinen. Især bibeholdtes den "svævende" midterkonsol i Bang & Olufsen-inspireret design. Også den tredelte tagkonstruktion forblev uforandret.
- Volvo C70 (2009-2013)
- Bagfra

### Tekniske specifikationer
| Version       | Cylindre | Slagvolume | Effekt kW (hk) / omdr. | Drejningsmoment Nm / omdr.                             | 0-100 km/t sek. | Topfart km/t | Byggeperiode      |
| ------------- | -------- | ---------- | ---------------------- | ------------------------------------------------------ | --------------- | ------------ | ----------------- |
| Benzinmotorer |          |            |                        |                                                        |                 |              |                   |
| 2.4           | 5        | 2435       | 103 (140) / 5000       | 220 / 4000                                             | 11,0            | 205          | 12/2005 − 10/2009 |
| 2.4i          | 5        | 2435       | 125 (170) / 6000       | 230 / 4400                                             | 9,1             | 220          | 12/2005 − 10/2009 |
| T5            | 5        | 2521       | 162 (220) / 5000       | 320 / 1500 − 4800                                      | 7,6             | 240          | 12/2005 − 2/2007  |
| T5            | 5        | 2521       | 169 (230) / 5000       | 320 / 1500 − 5000                                      | 7,6             | 240          | 2/2007 − 6/2013   |
| Dieselmotorer |          |            |                        |                                                        |                 |              |                   |
| 2.0D          | 4        | 1997       | 100 (136) / 4000       | 320 / 2000                                             | 11,0            | 205          | 9/2007 − 10/2009  |
| D3            | 5        | 1984       | 110 (150) / 3500       | 350 / 1500 − 2750                                      | 10,8            | 210          | 11/2009 − 6/2013  |
| D4            | 5        | 1984       | 130 (177) / 3500       | 400 / 1750 − 2750                                      | 9,8             | 220          | 11/2009 − 6/2013  |
| D5            | 5        | 2400       | 132 (180) / 4000       | 350 / 1750 − 3250 (2006−2008) 400 / 2000 − 2750 (2009) | 9,0             | 225          | 6/2006 − 10/2009  |

## Indstilling af produktionen
Produktionen af C70 indstilledes den 25. juni 2013 samtidig med lukningen af den i Uddevalla, Sverige beliggende samlefabrik, som udelukkende blev benyttet til produktion af denne model. Der er foreløbig ikke planlagt nogen efterfølger.
I april 2013 blev bestillinger på nye biler kun modtaget frem til midten af måneden.